# Decay
Pour les articles homonymes, voir Decay.
Pour plus de détails, voir Fiche technique et Distribution.
Decay est un  film d'horreur créé par Luke Thompson en 2012, l'action se déroule au sein même du LHC Large Hadron Collider en Suisse,. Le film a été créé sur un budget d'environ 3 000 $ et a été filmé sur une période de deux ans par Thompson et ses collègues physiciens. Le film est sorti en téléchargement gratuit sous licence Creative Commons (CC-BY-NC-ND). Decay est sorti le 29 novembre 2012 et tourne autour de l'idée du LHC transformant des scientifiques en zombies.
Thompson, doctorant de physique, a l'idée du film un jour que, marchant dans un tunnel de maintenance du CERN, il se dit que ce serait un endroit intéressant pour un film d'horreur. Dans une interview à Wired, il déclare que le film a d'abord été conçu comme simple divertissement, mais qu'il a aussi été l'occasion de commentaires satiriques sur la manière dont les gens peuvent percevoir la science.

## Synopsis
Decay suit plusieurs étudiants qui découvrent que les membres de l'équipe de maintenance du Grand collisionneur de hadrons ont été transformés en zombies après des dysfonctionnements des accélérateurs de particules. Les élèves doivent essayer d'échapper aux zombies en passant par les tunnels de maintenance du CERN.

## Distribution
- Zoë Hatherell : Amy
- Tom Procter : Connor
- Stewart Martin-Haugh : James
- Sara Mahmoud : Kate
- William P. Martin : Matt

## Production
Thompson commence à tourner en 2010 et il lui faut deux ans pour terminer Decay, l'équipe du film ayant besoin d'emprunter des caméras et de créer des effets spéciaux avec un budget limité. Le centre de recherche CERN a donné son accord pour le tournage du film dans le centre, à condition que les zones plus sensibles des installations ne soient pas filmées.
Une bande-annonce du film a été publiée à l'automne 2012, et des sites comme Fearnet ont commenté que, alors que le film ne semblait pas particulièrement bon, l'idée de départ était intéressante.